# حمدی المصری
حمدی المصری (عربی: حمدي المصري ؛ زادهٔ ۷ آوریل ۱۹۸۶) یک بازیکن فوتبال اهل سوریه است.
از باشگاه‌هایی که در آن بازی کرده‌است می‌توان به الشرطه، باشگاه ورزشی النواعیر، باشگاه ورزشی الوحده سوریه، باشگاه فوتبال الشرطه دمشق، النفط، باشگاه ورزشی المحرق، و تیم ملی فوتبال سوریه اشاره کرد.
وی همچنین در تیم ملی فوتبال سوریه بازی کرده است.